# Sphinx lutescens
Sphinx lutescens är en fjärilsart som beskrevs av Tutt 1904. Sphinx lutescens ingår i släktet Sphinx och familjen svärmare. Inga underarter finns listade i Catalogue of Life.